# Lythrangomi
Lythrangomi (in greco Λυθράγκωμη?; in turco Boltaşlı) è un villaggio appartenente de iure al distretto di Famagosta di Cipro, situato nella penisola del Karpas a est di Leonarisso. È sotto il controllo de facto di Cipro del Nord, dove appartiene al distretto di Iskele.

## Origini del nome
L'origine del nome Lythrangkomi è incerta. Un'ipotesi è che derivi da "erythra komi" (greco: "villaggio rosso"). Nel 1958 i turchi ciprioti hanno adottato il nome alternativo Boltaşlı, che significa "molte rocce".

## Monumenti e luoghi di interesse

### Architetture religiose

#### Panagia Kanakaria

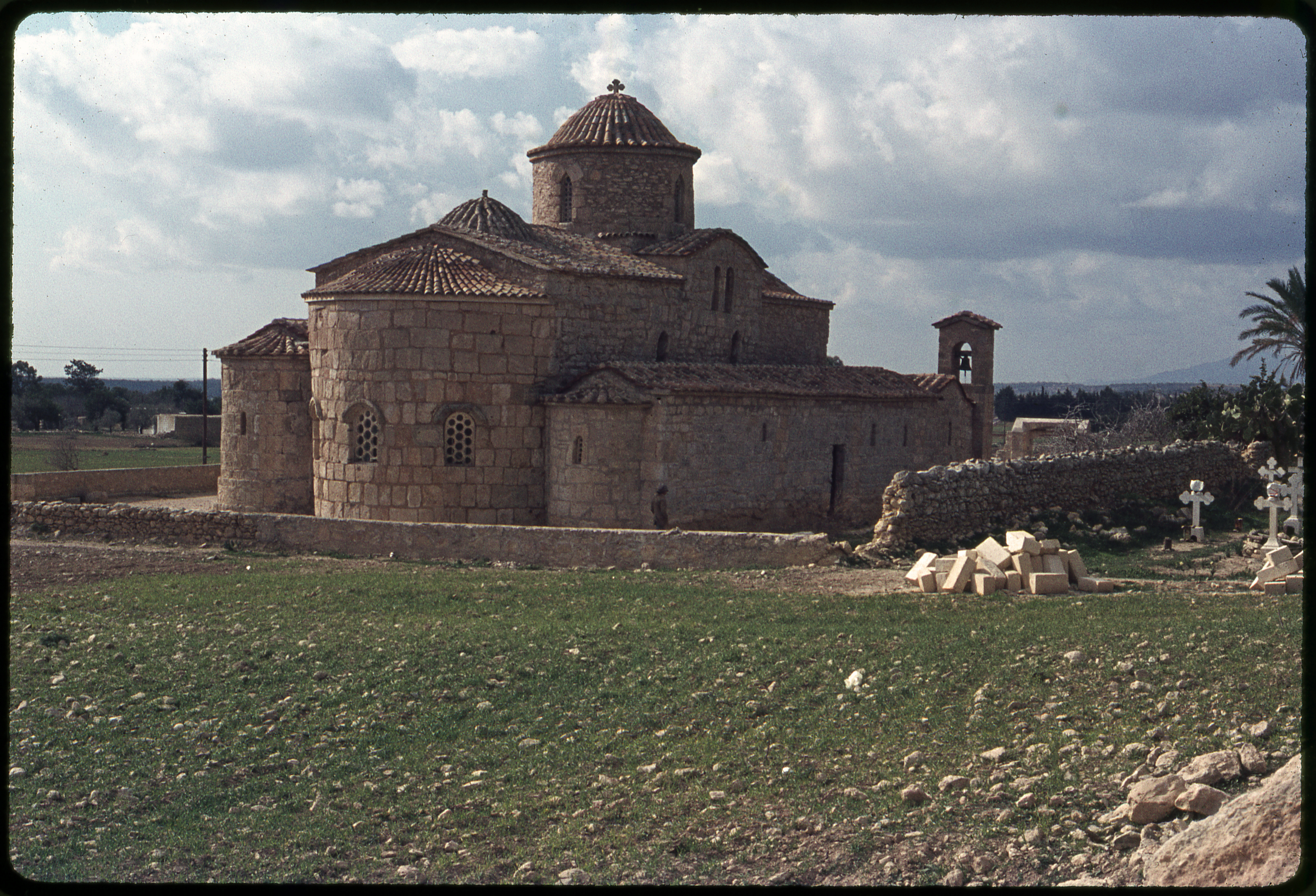
La chiesa della Panagia Kanakaria vista da NE nel 1973.

La chiesa della Panagia Kanakaria (in greco Παναγία Κανακαριά?) si trova a ovest dell'insediamento accanto alla strada per Famagosta. È un edificio costruito in diversi periodi, con l'abside principale che è un residuo di una basilica bizantina. La chiesa originale, che aveva il tetto di legno, risale forse al quinto secolo, ma fu successivamente (probabilmente nell'undicesimo secolo) ricostruita come una basilica a tre navate con le estremità orientali absidate, volte e una cupola. Il nartece a ovest fu aggiunto più tardi, probabilmente nel XII secolo. Il piccolo campanile risale alla fine del XIX secolo.
Nello strombo dell'abside centrale c'era un mosaico della Vergine Maria in trono, con Cristo in grembo. Su ogni lato c'erano degli angeli, ma solo quello sul lato sinistro si è conservato sino alla metà del XX secolo. Intorno al bordo esterno dell'abside c'erano dei santi, ognuno con un'aureola in un medaglione e circondato da foglie di acanto. La data esatta dei mosaici è discussa, ma generalmente si pensa che appartengano al sesto secolo e che siano coevi a quelli di Ravenna.
Le altre parti della chiesa recano frammenti di affreschi di vari periodi, sino almeno al XVI secolo. Stylianou ha descritto i dipinti come "interessanti solo per gli specialisti a causa del loro cattivo stato". Il meglio conservato è una parte di un'Annunciazione sulla faccia ovest dell'arco trasversale: esso risale al 1500 circa e mostra un'influenza italiana.

##### Furto e restituzione dei mosaici

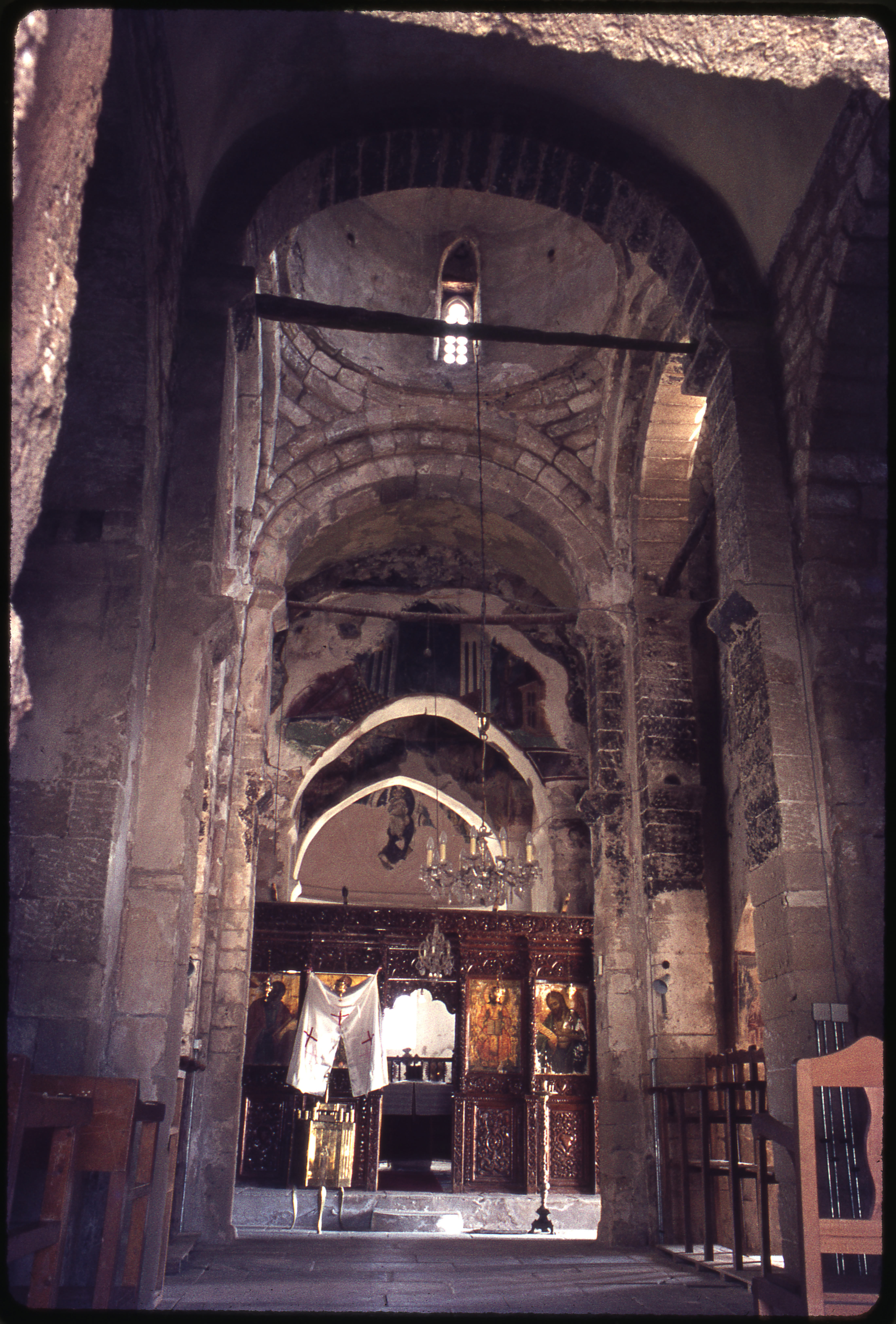
Panagia Kanakaria, Lythrangomi, l'interno verso est nel 1973

I mosaici dell'abside furono rubati dalla chiesa dopo il 1975 e alcuni furono venduti sul mercato dell'arte negli Stati Uniti, un evento riportato dal New York Times il 21 luglio 1989 e da altri giornali. Dopo una lunga battaglia legale, la proprietà dei mosaici fu riconosciuta ed essi furono restituiti alla Repubblica di Cipro. Attualmente sono esposti nel Museo di Arte bizantina di Nicosia. Tuttavia, alcune parti dei mosaici sono ancora mancanti.
Nel  2018 Roys Poyiadjis, Maria Paphiti e il dottor Andreas Pittas sono stati gli artefici del rimpatrio di uno dei mosaici ancora mancanti, raffigurante Sant'Andrea.

## Società

### Evoluzione demografica
Fino all'invasione turca di Cipro nel 1974, Lythrangkomi era un villaggio con popolazione mista. Nel 1891, quando in esso vivevano 103 turco-ciprioti e 89 greco-ciprioti (inclusi 5 nel monastero della Panagia Kanakaria), c'era una maggioranza turco-musulmana . Dieci anni dopo c'erano 80 turchi e 111 greci. In seguito la percentuale greca crebbe, ma il villaggio rimase misto con una presenza significativa di entrambi i gruppi. Nel 1960 c'erano 105 turchi e 170 greci.

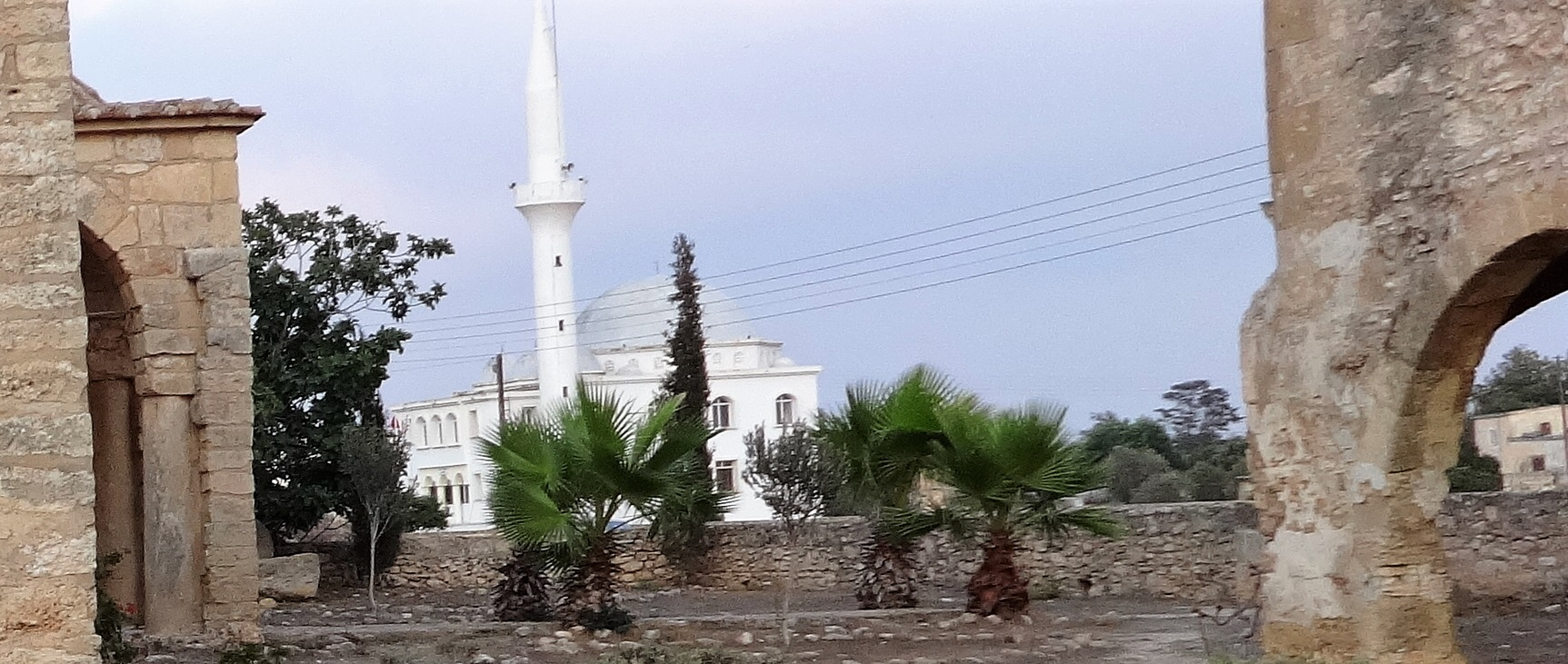
Veduta verso est dal terreno della Panagia Kanakaria, con la nuova moschea sullo sfondo

Dopo l'invasione, la maggior parte dei greco-ciprioti rimasero e si sistematono accampati nel villaggio. Nell'ottobre 1975 ce n'erano 150. Ma nel dicembre 1976, nel villaggio erano rimasti solo tre anziani greco-ciprioti.  Gli abitanti turco-ciprioti originari del villaggio rimasero invece in loco. Oltre a questi, vivono nel villaggio coloni provenienti da Erbaa, città della Turchia situata nell'entroterra della costa del Mar Nero nella provincia di Tokat. La popolazione di Lythrangomi nel 2011 era di 228 abitanti, un calo rispetto ai 266 del 2006.